# Özgür Yankaya
Özgür Yankaya (* 2. Januar 1978 in Edirne) ist ein türkischer Fußballschiedsrichter.

## Werdegang
Yankaya absolvierte seine Schiedsrichterprüfung 1999 in seiner Geburtsstadt Edirne. Sein Debüt als Schiedsrichter in der Süper Lig gab Şimşek am 8. Februar 2009; er leitete die Begegnung zwischen Gaziantepspor und Ankaraspor.

## Privates
Bevor Yankaya mit der Schiedsrichtertätigkeit anfing, spielte er zwölf Jahre lang selber aktiv Fußball bei PTT Spor, Edirne DSİ Spor und Istanbul Avcılarspor. Nach seiner Fußballtätigkeit besuchte er einen Fußballtrainerlehrgang und schloss diesen mit der B Lizenz ab. Er trainierte zwei Jahre lang einen Fußballverein und entschloss sich danach, Schiedsrichter zu werden.
Yankaya absolvierte 2000 erfolgreich sein Studium an der Trakya Üniversitesi in Edirne.
Außerdem gründete er in Edirne einen Fahrrad-Club und ist dort Vorsitzender.